# Département de Veinticinco de Mayo (Río Negro)
Le département de Veinticinco de Mayo est une des 13 subdivisions de la province de Río Negro, en Argentine. Son chef-lieu est la ville de Maquinchao.
Le département a une superficie de 27 106 km2.

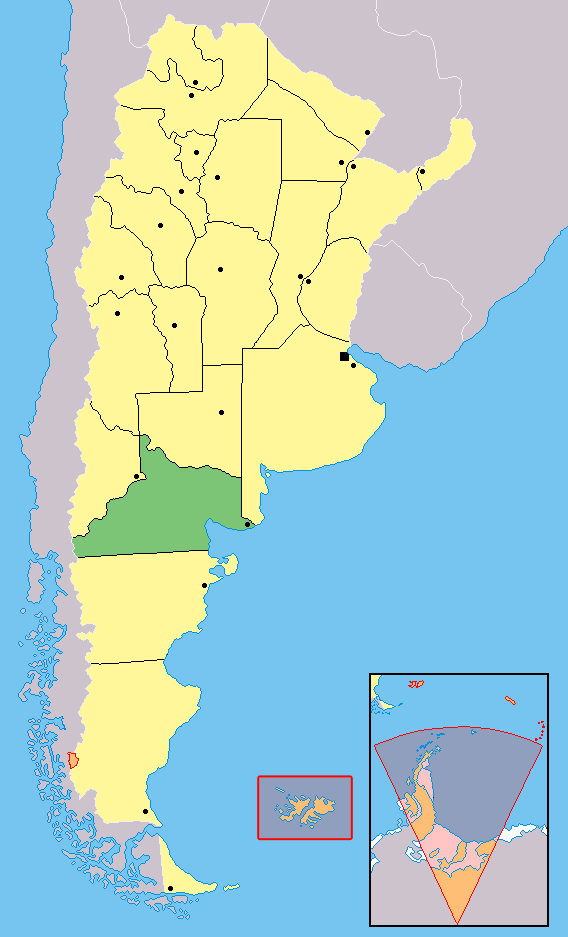
Localisation de la province de Río Negro en Argentine

## Population
Sa population était de 13 153 habitants au recensement de 2001.

## Villes principales
- Ingeniero Jacobacci (5.719 habitants en 2001)
- Los Menucos (2.689 hab)
- Maquinchao (2.179 hab)